# Кливленд, Эзра
Эзра Кливленд (англ. Ezra Cleveland; 8 мая 1998, Спанауэй, Вашингтон) — профессиональный футболист, выступающий на позиции гарда в клубе НФЛ «Миннесота Вайкингс». На студенческом уровне играл за команду университета штата Айдахо в Бойсе. На драфте НФЛ 2020 года был выбран во втором раунде.

## Биография
Эзра Кливленд родился 8 мая 1998 года в Спанауэе, расположенном близ Такомы. Он учился в старшей школе Бетел, играл за её футбольную команду линейным защиты и нападения, занимался бейсболом и борьбой. В выпускной год Кливленд сделал 41 захват и четыре сэка, был включён в сборную звёзд штата Вашингтон по версии агентства Associated Press. Сайт 247Sports поставил его на 24 место в рейтинге лучших молодых игроков штата.

### Любительская карьера
После окончания школы Кливленд поступил в университет штата Айдахо в Бойсе. Сезон 2016 года он провёл в статусе освобождённого игрока, тренируясь с командой, но не принимая участия в играх. В 2017 году он стал игроком стартового состава «Бойсе Стейт Бронкос», сыграв в четырнадцати матчах турнира NCAA. По итогам сезона команда стала второй по результативности в конференции Маунтин Вест.
В 2018 году Кливленд сыграл в тринадцати матчах и по итогам турнира вошёл в состав сборной звёзд конференции на позиции левого тэкла. Это же достижение он повторил в 2019 году, также приняв участие в тринадцати играх. Всего за карьеру в составе «Бронкос» он сыграл в 40 матчах, дважды по итогам сезона раннинбеки команды набирали выносом более 1 000 ярдов.

### Профессиональная карьера
Перед драфтом НФЛ 2020 года аналитик сайта Bleacher Report Мэтт Миллер сильными сторонами Кливленда называл его атлетизм, скорость и подвижность, большой опыт игры в стартовом составе, эффективность как против пас-рашеров, так и в прикрытии выноса. К минусам он относил недостаток стабильности в противодействии силовым защитникам, проблемы при игре один-на-один. Сомнения в перспективах игрока вызывали последствия полученной им в 2019 году травмы пальца ноги.
На драфте 2020 года Кливленд был выбран «Миннесотой» во втором раунде. В июле он подписал с клубом четырёхлетний контракт на сумму 5,5 млн долларов. В регулярном чемпионате 2020 года он сыграл тринадцать матчей на позиции правого гарда. После травмы Дрю Самии Кливленд получил место в стартовом составе. Несмотря на отсутствие полноценной предсезонной подготовки из-за ограничений, связанных с пандемией COVID-19, он стал лучшим гардом «Вайкингс».